# 先光海葵属
先光海葵属（学名：Xianguangia）是一种来自中国澄江生物群的動物，外型與現存的海葵近似。该物种的属名来自中国古生物学家侯先光。

## 描述
先光海葵体呈圆柱形，口盘周围有一圈近16条触手，与现代珊瑚虫相似。触手呈羽毛状，在轴的两侧有密集的小羽，这很适合滤食。底部的碗形附着盘可能通常被埋在沉积物中，以允许其在海底的固定策略。踏板盘上方的身体宽阔且呈圆柱形，可能对应于内部胃血管腔。它在表面上显示出几个明显的纵向凹槽和脊，表明可能存在肠系膜。然，而它的系统发生亲和力仍然存在疑问；它甚至被指称与埃迪卡拉生物群的成员有关。2010年之後的研究認為，先光海葵屬可能屬於櫛板動物門的幹群，與高足杯蟲屬及大杯蟲屬為近親。
这些化石是在中国云南省发现的，最初被描述为三个不同的物种，分别为Xianguangia sinica 、Chengjiangopenna wangii和Galeaplumosus abilus，然后在2017年被提议组合成一个物种，也就是Xianguangia sinica。该物种是息肉状的，它的胃腔被隔膜隔开；它的固定器中有第二个体腔，还有密密麻麻的羽毛状触须，这表明它是滤食性动物。早期的刺胞动物可能也是底栖悬索动物，这与后来主要是掠食性的刺胞动物不同。